# Zwangsanleihe
Eine Zwangsanleihe ist eine Staatsanleihe, bei deren Zeichnung bestimmte Wirtschaftssubjekte durch Gesetz zum Kauf gezwungen werden. 

## Allgemeines
Die Zwangsanleihen gehören nicht zu den Standardanleihen, denn der Anleger kann nicht autonom entscheiden, ob er sie erwerben will oder nicht. Vielmehr unterliegt er einem staatlichen Kontrahierungszwang, der wirtschaftlich wie eine Zwangsabgabe oder Steuer wirkt, die nach Fälligkeit der Zwangsanleihe wieder zurückgezahlt wird. Es findet eine temporäre Konfiszierung von Vermögen statt, so dass Zwangsanleihen einen Eingriff in die Eigentumsrechte darstellen. Der Staat oder dessen Untergliederungen (Länder, Provinzen oder Gemeinden) geht bei der Emission dieser Zwangsanleihen davon aus, dass die Anleger wegen der nicht der aktuellen Marktentwicklung entsprechenden, unattraktiveren Anleihebedingungen diese Anleihe nicht freiwillig erwerben werden. Hauptgrund für die Emission derartiger Anleihen sind die mangelnde Bonität des Staates aufgrund hoher Haushaltsdefizite im Staatshaushalt und/oder hoher Staatsverschuldung.

## Geschichte

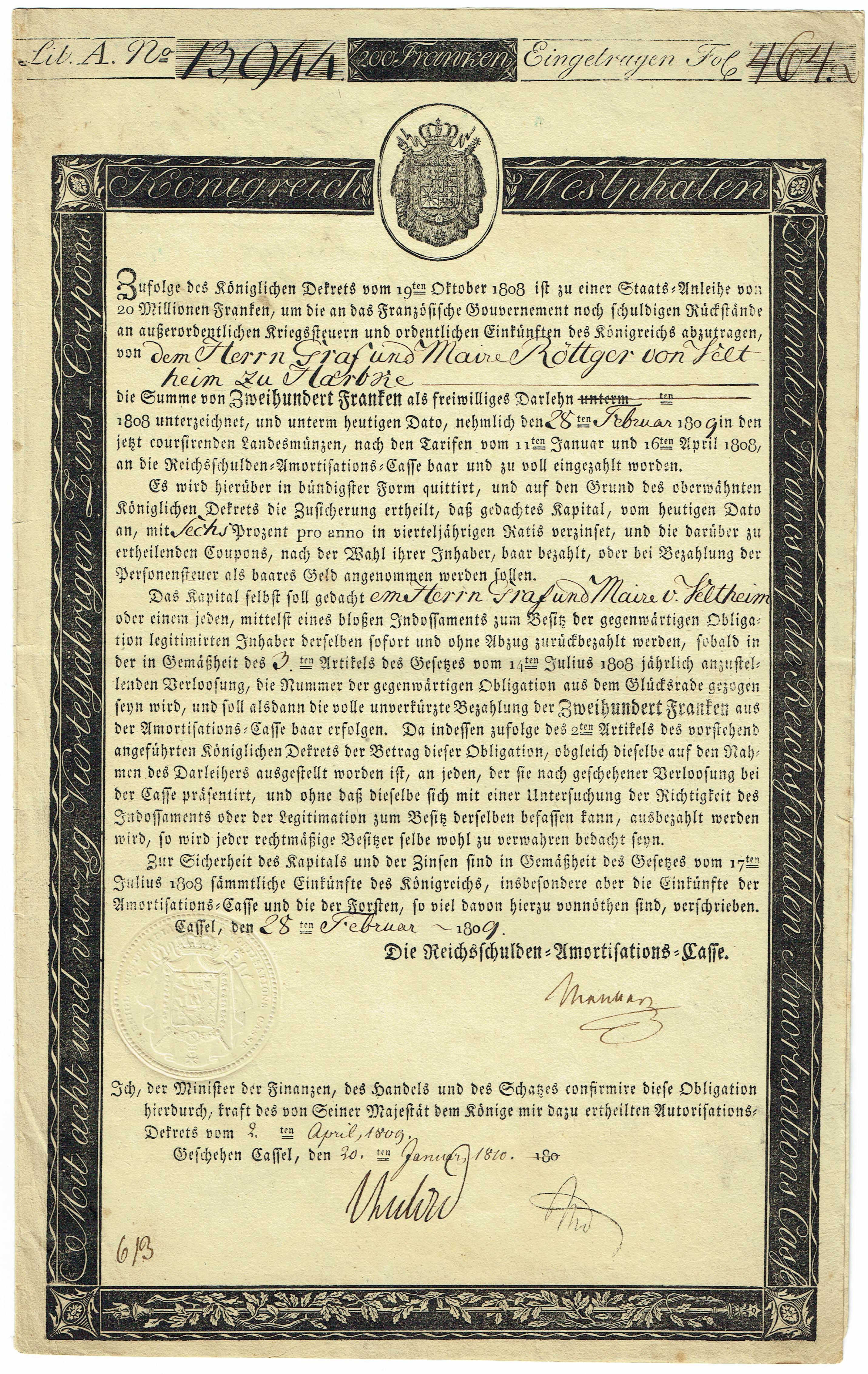
Zwangsanleihe des Königreichs Westphalen vom 20. Januar 1810

Die italienischen Städte gaben vielfach Zwangsanleihen (italienisch imprestiti) aus, allerdings mit soliden Sicherheiten versehen, und deshalb in einer untypischen Form. Erste Zwangsanleihe dürfte die von Venedig aus dem Jahre 1207 unter dem Dogen Pietro Ziani ausgegebene Zwangsanleihe sein.
Sicherheiten fehlten dagegen bei den Zwangsanleihen, welche die Fürsten des europäischen Spätmittelalters bei ihren Untertanen erhoben. Auch diente das instrument nicht mehr nur zur Befriedigung eines außerordentlichen Liquiditätsbedarfs, sondern wurde zunehmend zum regulären Bestandteil der Staats- und insbesondere der Kriegsfinanzierung.
Ludwig XI. behielt in Frankreich im 15. Jahrhundert Beamtengehälter ein und wandelte sie in Anleihen um. Karl V. verpflichtete im 16. Jahrhundert den spanischen Adel und Klerus, unentgeltliche Anleihen zu zeichnen. Nachdem das englische Parlament die Verlängerung der Schiffsgelder verweigert hatte, verfügte der englische König Karl I. 1636 die Zahlung der Schiffsgelder als Zwangsanleihe (englisch forced bond), von der jeder wusste, dass sie nicht zurückgezahlt werden würde. Fünf Edelleute, darunter John Hampden, weigerten sich, diese Anleihe zu zahlen. In einem Prozess vor der Court of Exchequer Chamber wurde die Pflicht zur Zahlung der Zwangsanleihe bestätigt und die fünf zu einer Kerkerstrafe verurteilt. Das Umgehen der Budgetrecht des Parlamentes durch die Zwangsanleihe war ein Teil der Konflikte zwischen Krone und Parlament, die zum Englischen Bürgerkrieg führte.
Österreich hat mehrmals Zwangsanleihen versucht, aber meist nur mit geringem Erfolg, so beispielsweise 1705, 1760, 1794, 1806 oder 1850. Preußen legte mehrmals Zwangsanleihen auf; so war die Kriegsanleihe von 1745 eine Zwangsanleihe, die von Magistraten, Stiftern und Großgrundbesitzern gekauft werden musste. Die Münzscheine von 1809 sind wohl auch als Zwangsanleihe anzusehen. Ein Edikt vom 12. Februar 1810 sorgte für die Verteilung auf Kreise und Städte. 1848 stellte der preußische Finanzminister David Hansemann das Volk vor die Wahl, entweder eine Anleihe zu 5 % Nominalzins freiwillig zu zeichnen oder eine Zwangsanleihe zu 3,5 % kaufen zu müssen. Für Preußen werden im frühen 19. Jahrhundert insgesamt 13 Zwangsanleihen gezählt. Auch das Großherzogtum Baden und das Königreich Bayern nutzten im 19. Jahrhundert dieses Finanzinstrument. Die Zwangsanleihe der Lombardei/Venedig aus 1859 konnte in der Lombardei wegen der ungünstigen Kriegswendung nicht eingezogen werden.
Das Deutsche Reich nutzte zur Finanzierung des Ersten Weltkriegs auch Zwangsanleihen, beispielsweise in besetzten polnischen Städten.
Im Jahr 1922 wurde während der Inflation eine Zwangsanleihe aufgelegt. Hintergrund war das Londoner Ultimatum zu den Deutschen Reparationen nach dem Ersten Weltkrieg. Die darin nachdrücklich geforderten Zahlungen wollte die Reichsregierung, wie in den Jahren zuvor bereits mehrfach politisch diskutiert, durch eine Zwangsanleihe ermöglichen. Sie sollte zudem sowohl Steuererhöhungen als auch alliierte Zwangsmaßnahmen, wie die letztlich doch erfolgte Ruhrbesetzung, vermeiden. Festgeschrieben wurde die Zwangsanleihe per Gesetz vom 8. April 1922, das zudem die Vermögensteuer erneut einführte und die indirekten Steuern erhöhte. Das eigentliche Gesetz über die Zwangsanleihe erging am 20. Juli 1922. Zeichnungspflichtig waren im Wesentlichen Inhaber von Vermögen im Wert von mehr als 100.000 Mark, wobei verschiedene Ausnahmeregeln griffen. Die Rückzahlung sollte ab dem 1. November 1925 mit jährlich mindestens 0,5 Prozent des ursprünglichen Anleihebetrags erfolgen. Bis zu diesem Zeitpunkt sollte die Anleihe unverzinslich bleiben. Danach war eine Verzinsung mit jährlich 4 Prozent des Nennwerts und ab dem 1. November 1930 mit fünf Prozent des Nennwerts vorgesehen. In der bis März 1923 angesetzten Zeichnungsperiode gingen rund 50 Millionen Goldmark bei der Staatskasse ein. Damit blieb der Effekt weit hinter der erwarteten Summe von einer Milliarde Goldmark zurück, Grund dafür war die Hyperinflation. Mit dem Gesetz über die Ablösung öffentlicher Anleihen vom 16. Juli 1925, wurde die Zwangsanleihe in eine Steuer umgewandelt. Im Wesentlichen bedeutete das eine Streichung der angekündigte Tilgung.
Ein kurioses Beispiel einer Zwangsanleihe wurde 1922 in Griechenland unter Finanzminister Petros Protopapadakis praktiziert. Um die Inflation zu bekämpfen, wurde angeordnet, dass die Banknoten in der Mitte zerschnitten werden sollten. Die rechte Hälfte blieb gesetzliches Zahlungsmittel (zum halben Nennwert, womit die Geldmenge halbiert wurde) und die linke Hälfte musste zwangsweise gegen Staatsanleihen eingetauscht werden. Das Deutsche Reich zwang im März 1942 die Bank von Griechenland im Rahmen eines Regierungsabkommens zu einem zinslosen Darlehen (Deutsche Zwangsanleihe in Griechenland) in Höhe von 476 Millionen Reichsmark, das als Abschlagszahlung auf die von Griechenland geforderten Besatzungskosten galt. Sie ist noch heute vom Rechtsgrund, von ihrer Gültigkeit und in ihrer Höhe umstritten.
Die Investitionshilfeabgabe in der Bundesrepublik Deutschland sollte in den Jahren 1983 bis 1985 eine Ergänzungsabgabe von 5 % auf die Einkommensteuerschuld und nach 8 Jahren (zinslos) rückzahlbar sein. Damit handelte es sich nicht um eine Abgabe, sondern eher um eine Zwangsanleihe. Das Bundesverfassungsgericht (BVerfG) erklärte die Investitionshilfeabgabe für verfassungswidrig und nichtig.
Der US-Bundesstaat Kalifornien erhob im November 2009 zur Bekämpfung akuten Geldmangels unter Arnold Schwarzenegger als Gouverneur von Kalifornien eine Zwangsanleihe von 10 % auf alle in seinem Hoheitsgebiet gezahlten Einkommensteuern, welche im April 2010 zinslos zurückerstattet wurde. Diese Zwangsanleihe (englisch Employee's withholding allowance, „Arbeitnehmer-Zuzahlung zur Lohnsteuer“) betrug 1,7 Milliarden US-Dollar und musste von Privatpersonen erworben werden, die alleinstehend 51000 US-Dollar jährlich verdienten. Technisch handelte es sich nicht um eine Steuererhöhung, weil eine Rückzahlung vorgesehen war.

## Wirtschaftliche Aspekte
Die deutsche Zwangsanleihe aus 1922 steht exemplarisch für derartige Anleihen. Ein Gesetz schrieb vor, dass sie nach Größe des steuerpflichtigen Vermögens natürlicher Personen zwischen 1 % und 10 % des Vermögens zu zeichnen war, andere Steuerpflichtige waren zur Hälfte dieser Steuersätze beteiligt. Ab dem dritten Jahr nach Emission war sie zu 4 %, ab dem sechsten mit 5 % zu verzinsen. Zeichnungspflichtig waren alle am 1. Januar 1923 vermögensteuerpflichtigen Personen mit einem Vermögen über 100.000 Mark. Die Zeichnungspflichtigen hatten von den ersten 100.000 Mark ihres Vermögens 1 Prozent und von den nächsten 150.000 Mark 2 Prozent zu zeichnen. Der Höchstsatz war bei einem Vermögen von 1.000.000 Mark und einem Satz von 10 Prozent erreicht. Eine Tilgung war ab November 1925 vorgesehen. Hierzu kam es jedoch nicht, weil die Guthaben durch die Deutsche Inflation 1914 bis 1923 vollständig vernichtet wurden. Faktisch war diese Zwangsanleihe zu einer Vermögensabgabe geworden.
Weil der Staat gesetzlichen Kaufzwang ausübt, wird er einen geringeren Nominalzins anbieten können als dem aktuellen Marktzins und seiner Bonität entspricht. Zwangsanleihen werden ausgegeben, wenn der Staat durch eine reguläre Anleiheemission nicht den Kapitalbedarf decken kann, weil der Kapitalmarkt unergiebig ist oder die staatliche Kreditwürdigkeit schwach ist. Da die Bemessungsgrundlage für Zwangsanleihen typischerweise das Vermögen darstellt, ist die fiskalische Wirkung mit einer Vermögensteuer vergleichbar.